# Mitchel Musso
Mitchel Tate Musso, ameriški filmski in televizijski igralec ter glasbenik, * 9. julij 1991, Garland, Teksas, Združene države Amerike. Najbolje je poznan kot Oliver Oken v Disney Channelovi televizijski seriji Hannah Montana ali kot Jeremy Johnson v Disney Channelovi animirani televizijski seriji Phineas in Ferb. Njegova ostala dela vključujejo animirani film Hiša pošast, kjer je glas posodil DJ-ju ter upodobitev Raymonda Figga v Disney Channelovem filmu Life Is Ruff, ki je izšel leta 2005. 2. junija 2009 je izdal svoj prvi glasbeni album, imenovan Mitchel Musso. Album je dosegel devetnajsto mesto na lestvici Billboard 200.

## Zgodnje življenje
Mitchel Tate Musso se je rodil 9. julija 1991 v Garlandu, Teksas, Združene države Amerike, kot sin Katherine (rojena Musso) in Samuela Mussa, ki sta bila zaposlena v teatru v Dallasu, Teksas. Ima dva brata: Masona Mussa, ki je bil glavni pevec v glasbeni skupini Metro Station in Marca Mussa, igralca. Ima del italijanskih korenin.

## Igralska kariera
Mitchel Musso je s svojo igralsko kariero pričel leta 2002, ko je zaigral v filmih Am I Cursed? kot Richie in The Keyman kot skavt. Leta 2003 je začel s snemanjem filma Ostarela leva ob svojem bratu Marcu Mussu. Zaigral je tudi v treh epizodah televizijske serije Glavni na vasi, kjer je v epizodah glas »The Powder Puff Boys« in »Bobby Rae« posodil prijatelju Bobbyja Hilla, Curtu, v epizodi »Four Wave Intersection« iz leta 2007 pa surferju.
Leta 2006 je začel z igranjem v Disney Channelovi televizijski seriji Hannah Montana ob Miley Cyrus, Billyju Rayju Cyrusu, Emily Osment in Jasonu Earlesu. V epizodi je imel vlogo Oliverja Okena, najboljšega prijatelja glavnega lika. Za tem je dobil še veliko vlog v drugih Disneyjevih serijah, vključno z glasovno vlogo Jeremyja Johnsona, fanta, v katerega je zaljubljena Phineasova starejša sestra Candace(Ashley Tisdale), v televizijski seriji Phineas in Ferb. Glas je posodil tudi Raymondu Figgu v Disneyjevem filmu Life Is Ruff, Aangu v neizdani epizodi televizijske serije Avatar: The Last Airbender in DJ-ju v Disneyjevem filmu Hiša pošast. Zaigral je tudi v filmski upodobitvi televizijske serije Hannah Montana, Hannah Montana: The Movie, ki je izšel 10. aprila 2009. Leta 2006 se je pojavil v zelenem moštvu na igrah Disney Channel Games, leta 2007 in 2008 pa v rdečem. Ob igralcih Chucku Norrisu in Seleni Gomez je zaigral v televizijskem filmu Walker, Texas Ranger: Trial by Fire.
Pozno leta 2009 je bil Mitchel Musso poleg Doca Shawa iz televizijske serije Paglavca na krovu sprejet v igralsko zasedbo nove Disney XD-jeve televizijske serije, naslovljene kot Pair of Kings. Serija je s proizvodnjo začela delati marca 2010, čemur je sledilo snemanje četrte in zadnje sezone televizijske serije Hannah Montana, v kateri bo zaigral tudi on. Serija naj bi izšla jeseni leta 2010.

## Glasbena kariera
Mitchel Musso je zapel verzijo pesmi »Lean on Me« za Disney Channelov film Snow Buddies; videospot za pesem je vključen v DVD filma, pesem pa so izdali tudi na CD-ju Radio Disney Jams 10. Skupaj s svojo sodelavko iz serije Hannah Montana, Emily Osment, je zapel pesem »If I Didn't Have You« za CD DisneyMania 6. Za njun Disney Channelov film Maskota Pete je skupaj z igralko Tiffany Thornton, najbolje poznano iz serije Sonny With A Chance, zapel pesem »Let It Go«, ki je bila tudi del filma. Skupaj sta za pesem posnela tudi videospot, ki ga je izdal Disney Channel. Posnel je tudi pesem »The Girl Can't Help It« za še en Disney Channelov film, Princess Protection Program, v katerem sta igrali Demi Lovato in Selena Gomez. Pesmi »Let it Go« in »The Girl Can't Help It« sta 9. junija 2009 izšli na albumu Disney Channel Playlist.
2. junija 2009 je Mitchel Musso izdal tudi svoj prvi glasbeni album, ki ga je naslovil Mitchel Musso. Glavni singel iz albuma, »The In Crowd,« verzija pesmi Johna Hampsona, je izšel preko radija Radio Disney 5. decembra 2008. Pesem je bila tudi del albuma Radio Disney Jams, Vol. 11. Drugi singel iz albuma, »Hey«, je izšel 15. maja 2009 na radiju Radio Disney, videospot za pesem pa je izdal Disney Channel.

### Turneje
V juliju in avgustu 2009 je Mitchel Musso nastopal na turneji glasbene skupine Metro Station. Nastopil je tudi na turneji glasbene skupine KSM. Turneja se je končala 24. septembra 2009 v New Orleansu, Los Angeles.

### Ostali pojavi
2. junija 2008 je bil Mitchel Musso gost presenečenja na podelitvi nagrad Spotlight Awards v gledališču North Shore Music Theatre v Beverlyju, Massachusetts. Nagrado je podelil »najboljšemu igralcu« in »najboljši igralki« v teatralnem letu 2007–2008. Leta 2008 so se Mitchel Musso, Miley Cyrus in Billy Ray Cyrus kot družina pojavili v videospotu pesmi »Seventeen Forever« glasbene skupine Metro Station.
Leta 2009 se je pojavil tudi na dogodku College World Series Opening Day v Omahi, Nebraska. 18. septembra 2008 je pred Disneyjevim studijem v Hollywoodu podpisoval CD-je s svojimi pesmimi kot del promocije za njegov prvi glasbeni album.

## Diskografija

### Albumi
| Leto | Album                                                      | Dosežki | Prodaja       |
| Leto | Album                                                      | ZDA     | Prodaja       |
| ---- | ---------------------------------------------------------- | ------- | ------------- |
| 2009 | Mitchel Musso - Izid: 2. junij 2009 - Založba: Walt Disney | 19      | - ZDA: 75,000 |

### Singli
| 2008                                            | »Lean On Me«                                   | —   | —  | —  | Radio Disney Jams, Vol. 10 |
| 2008                                            | »If I Didn't Have You« (skupaj z Emily Osment) | 110 | 80 | —  | DisneyMania 6              |
| 2008                                            | »The In Crowd«                                 | —   | —  | —  | Mitchel Musso              |
| 2009                                            | »Hey«                                          | 70  | —  | 79 | Mitchel Musso              |
| 2009                                            | »Shout It«                                     | —   | —  | —  | Mitchel Musso              |
| »—« pomeni, da se na lestvico pesem ni uvrstila |                                                |     |    |    |                            |

### Ostalo
| Leto | Pesem                                   | Album                                 |
| ---- | --------------------------------------- | ------------------------------------- |
| 2009 | »The Three Rs«                          | Schoolhouse Rock!-Earth               |
| 2009 | »Let It Go« (skupaj s Tiffany Thornton) | Disney Channel Playlist               |
| 2009 | »The Girl Cant Help It«                 | Disney Channel Playlist               |
| 2009 | »Let's Make This Last 4Ever«            | Hannah Montana 3                      |
| 2009 | »Every Little Thing She Does Is Magic«  | Čarovniki s trga Waverly - Soundtrack |
| 2009 | »Jingle Bell Rock«                      | A Very Special Christmas Vol.7        |
| 2009 | »Thank You Santa«                       | Phineas and Ferb Christmas Vacation!  |
| 2010 | »Stand Out«                             | Disney Mania 7                        |

### Videospoti
| Leto | Naslov                                         | Album                   |
| ---- | ---------------------------------------------- | ----------------------- |
| 2008 | »Lean on Me«                                   | Radio Disney Jams 10    |
| 2008 | »If I Didn't Have You« (skupaj z Emily Osment) | DisneyMania 6           |
| 2008 | »The In Crowd«                                 | Mitchel Musso           |
| 2009 | »The Three Rs«                                 | Schoolhouse Rock!-Earth |
| 2009 | »Let It Go« (skupaj s Tiffany Thornton)        | Disney Channel Playlist |
| 2009 | »Hey«                                          | Mitchel Musso           |
| 2009 | »Shout It«                                     | Mitchel Musso           |

## Filmografija

### Filmi
| Filmi | Filmi                     | Filmi       | Filmi  |
| Leto  | Naslov                    | Vloga       | Opombe |
| ----- | ------------------------- | ----------- | ------ |
| 2002  | Am I Cursed?              | Richie      |        |
| 2002  | The Keyman                | Skavt       |        |
| 2003  | Ostarela leva             | Fant        |        |
| 2006  | Hiša pošast               | DJ          | Glas   |
| 2009  | Hannah Montana: The Movie | Oliver Oken |        |

### Televizija
| Televizija   | Televizija                         | Televizija                    | Televizija              |
| Leto         | Naslov                             | Vloga                         | Opombe                  |
| ------------ | ---------------------------------- | ----------------------------- | ----------------------- |
| 2004         | Oliver Beene                       | One Nad                       | Epizoad: »Soup to Nuts« |
| 2005         | Life Is Ruff                       | Raymond Figg                  | Televizijski film       |
| 2005         | Walker Texas Ranger: Trial by Fire | Josh Whitley                  | Televizijski film       |
| 2006–2011    | Hannah Montana                     | Oliver Oken/Mike Standley III | Glavna vloga            |
| 2007         | Shorty McShorts' Shorts            | Kevin                         | 1 epizoda               |
| 2007         | Glavni na vasi                     | Curt (glas)                   | 3 epizode               |
| 2007 - danes | Phineas in Ferb                    | Jeremy Johnson                | Stranska vloga; glas    |
| 2009         | Maskota Pete                       | Cleatus Poole                 | Televizijski film       |
| 2010         | Pair of Kings                      | Brady                         | Glavna vloga            |

## Nagrade in nominacije
- Young Artist Awards

2004 - Najboljši nastop v filmu igralca, starega deset let ali manj (Ostarela leva; skupaj z Marcom Mussom) - nominiran
2008 - Najboljša mlada igralska zasedba v televizijski seriji (Hannah Montana; skupaj z Miley Cyrus, Emily Osment, Moisesom Ariasom in Codyjem Linleyjem) - nominiran
- Saturn Award

2007 - Najboljši nastop mlajšega igralca (Hiša pošast) - 'nominiran